# 8867 Tubbiolo
8867 Tubbiolo (1992 BF4) là một tiểu hành tinh vành đai chính được phát hiện ngày 29 tháng 1 năm 1992 bởi Spacewatch ở Kitt Peak.